# Alfarràs
Alfarràs – gmina w Hiszpanii, w prowincji Lleida, w Katalonii, o powierzchni 11,51 km². W 2011 roku gmina liczyła 3077 mieszkańców.